# Quercus castaneifolia
Quercus castaneifolia là một loài thực vật có hoa trong họ Cử. Loài này được C.A.Mey. miêu tả khoa học đầu tiên năm 1831.

## Hình ảnh

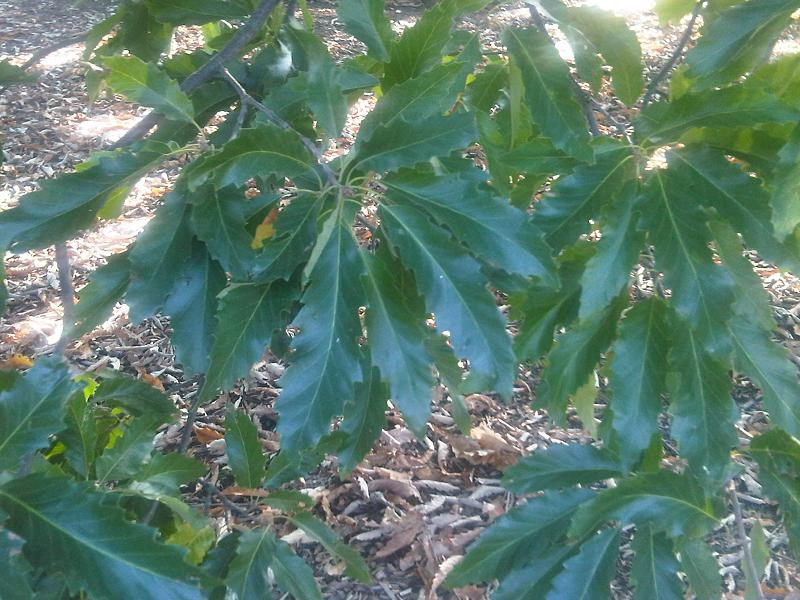
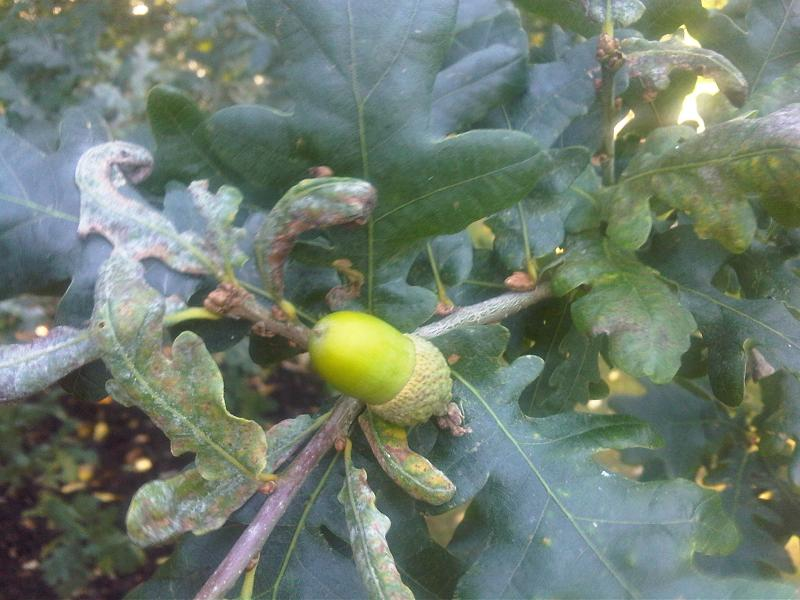
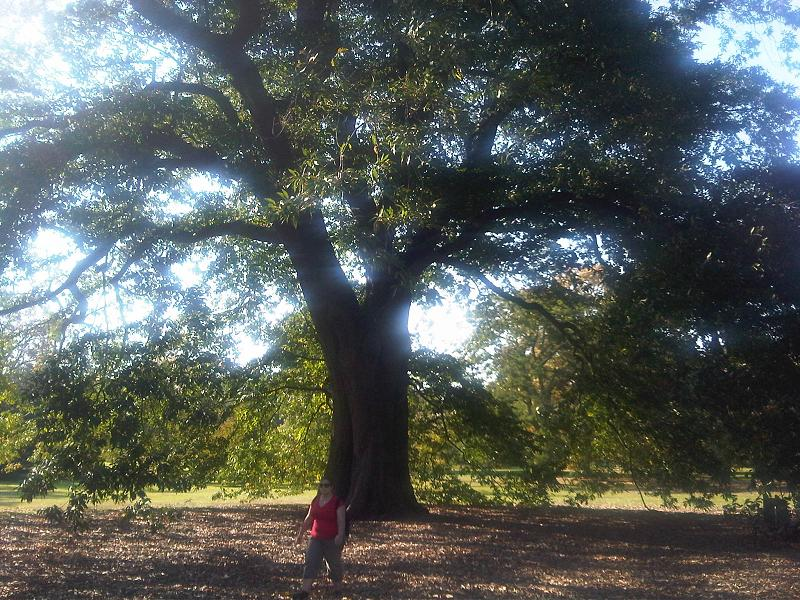
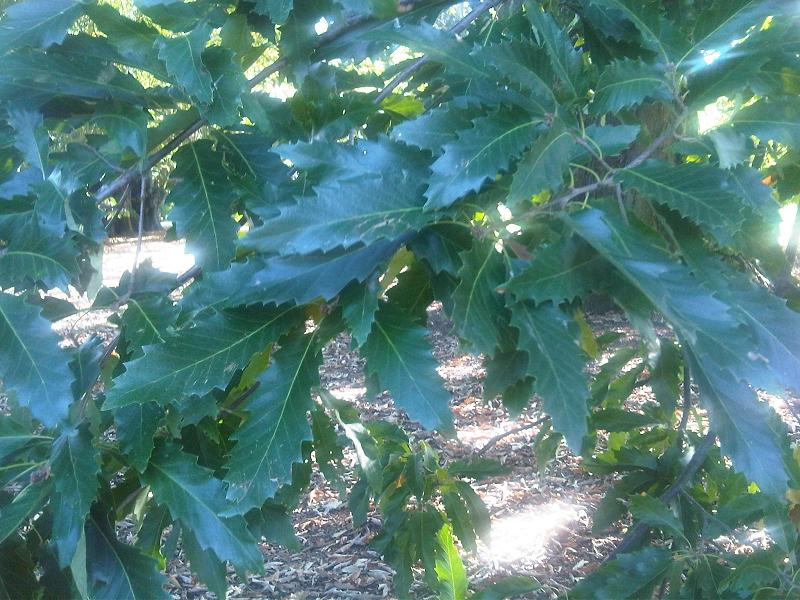